# Ike Championship
Het Ike Kampioenschap is een golftoernooi voor amateurs. Het wordt georganiseerd sdoor de Metropolitan Golf Association (MHA) en wordt op wisselende banen gespeeld..
De eerste editie was in 1952. Toen de Daily News zich als sponsor tergtrok, kreeg het toernooi financiële problemen, zodat het  in 1979 en 1980 niet door kon gaan. 
In 1986 gingen de rechten van het toernooi naar de MGA, die hiervoor ondersteund werd door MetLife.

## Winnaars
| Jaar | Baan                    | Winnaar                   | Score         | Tweede plaats                                        | Info                                                                           |
| ---- | ----------------------- | ------------------------- | ------------- | ---------------------------------------------------- | ------------------------------------------------------------------------------ |
| 1953 | Bethpage (Black)        | George Berggren Bob Wilki | 150 143       | Jimmy Manzone Willie Turnesa                         | Er waren twee categoriëm: opembaar en besloten                                 |
| 1954 | Tamarack                | Tommy Goodwin             | 141           | Roy Faber                                            |                                                                                |
| 1955 | Tamarack / Whippoorwill | Bob Kuntz                 | 288           | Frank Strafaci                                       |                                                                                |
| 1956 | Tamarack / Whippoorwill | Tommy Goodwin             | 289           | Frank Strafaci                                       |                                                                                |
| 1957 | Tamarack / Whippoorwill | Willie Turnesa            | 280           | Pete Arend                                           |                                                                                |
| 1958 | Tamarack / Whippoorwill | Willie Turnesa            | 291           | Joe Kryla Jr                                         |                                                                                |
| 1959 | Tamarack / Whippoorwill | Paul Kelly                | 289           | Robert Gardner                                       |                                                                                |
| 1960 | Tamarack / Whippoorwill | Robert Gardner            | 286           | Jerry Courville Sr                                   |                                                                                |
| 1962 | Tamarack / Whippoorwill | Robert Gardner            | 281           | Roger Ginsberg                                       |                                                                                |
| 1961 | Tamarack / Whippoorwill | Jerry Courville Sr        | 280           | Clem Miner Jr                                        |                                                                                |
| 1963 | Winged Foot             | Robert Gardner            | 290           | Dick Siderowf                                        |                                                                                |
| 1964 | Winged Foot             | Jerry Courville Sr        | 290           | Mike Mattwell                                        |                                                                                |
| 1965 | Wykagyl                 | Jerry Courville Sr po     | 216           | Denny Lyons                                          | hij won dit toernooi 6x                                                        |
| 1966 | Wykagyl                 | James E. Fisher po        | 211           | Dick Siderowf                                        |                                                                                |
| 1967 | Wykagyl                 | Jerry Courville Sr        | 210           | Denny Lyons                                          |                                                                                |
| 1968 | Wykagyl                 | Denny Lyons               | 213           | Russ Helwig                                          |                                                                                |
| 1969 | Bonnie Briar            | Jerry Courville Sr        | 211           | Bob Housen                                           |                                                                                |
| 1970 | Bonnie Briar            | Jerry Courville Sr        | 211           | John Gentile Jr                                      |                                                                                |
| 1971 | Wheatley Hills          | Gene Francis              | 218           | Pete Bostwick Jr                                     |                                                                                |
| 1972 | Forest Hill             | John Ruby                 | 206           | Jerry Courville Sr                                   |                                                                                |
| 1973 | Knollwood               | Mike Ford                 | 218           | Kevin Morris                                         |                                                                                |
| 1974 | Wheatley Hills          | George Burns III          | 214           | Pete Bostwick Jr                                     |                                                                                |
| 1975 | Upper Montclair         | Chet Sanok po             | 221           | Jay Blumenfeld George Haines                         |                                                                                |
| 1976 | Wykagyl                 | Bob Housen                | 215           | John Parsons                                         |                                                                                |
| 1977 | North Hills             | Mike Giacini po           | 147           | Mike Mattwell                                        |                                                                                |
| 1978 | Upper Montclair         | Jimmy Dee                 | 216           | Bob Housen                                           |                                                                                |
| 1979 | geen toernooi           | geen toernooi             | geen toernooi | geen toernooi                                        | geen toernooi                                                                  |
| 1980 | geen toernooi           | geen toernooi             | geen toernooi | geen toernooi                                        | geen toernooi                                                                  |
| 1981 | North Hills             | Jonas Saxton              | 215           | Jerry Courville Jr                                   |                                                                                |
| 1982 | North Hills             | Mike Diffley              | 218           | George Zahringer                                     |                                                                                |
| 1983 | North Hills             | Jonas Saxton              | 221           | Mark Diamond                                         | Saxton was MGA Player of the Year                                              |
| 1984 | North Hills             | Jonas Saxton po           | 213           | Jeff Thomas                                          | Saxton favoriet , hij won in 1984 ook het Westchester Amateur voor de 4de keer |
| 1985 | geen toernooi           | geen toernooi             | geen toernooi | geen toernooi                                        | geen toernooi                                                                  |
| 1986 | Tuxedo                  | John C. Baldwin           | 212           | George Zahringer                                     |                                                                                |
| 1987 | Essex County            | Mike Kavka                | 215           | Jim McGovern                                         |                                                                                |
| 1988 | Garden City GC          | Robert Byrnes III         | 218           | Ralph Howe                                           |                                                                                |
| 1989 | Stanwich                | George Zahringer          | 218           | Jon Doppelt Allan Small                              |                                                                                |
| 1990 | Upper Montclair         | Jerry Courville Jr        | 220           | Jeff Thomas John Baldwin Bob Housen                  |                                                                                |
| 1991 | Old Westbury            | Jerry Courville Jr po     | 214           | Jeff Thomas                                          |                                                                                |
| 1992 | Shorehaven              | Mike Muehr                | 206           | George Zahringer                                     |                                                                                |
| 1993 | Preakness Hills         | George Zahringer          | 213           | Tom Hamilton                                         |                                                                                |
| 1994 | Bethpage Black          | Edward Gibstein           | 216           | Jerry Courville Jr                                   |                                                                                |
| 1995 | Winged Foot (East)      | Jeffrey Putman            | 224           | Todd Kozlowski Alberto Valenzuela Jerry Courville Jr |                                                                                |
| 1996 | Metedeconk National     | Jeff Thomas               | 220           | Edward Gibstein                                      |                                                                                |
| 1997 | Meadow Brook            | Jerry Courville Jr        | 207           | J.J. Henry                                           |                                                                                |
| 1998 | Wykagyl                 | Greg Rohlf                | 211           | Mike Deo D.J. Lewin Jeff Putman                      |                                                                                |
| 1999 | Hollywood               | Ken Macdonald             | 216           | Jeff Thomas                                          |                                                                                |
| 2000 | Nassau                  | Ken MacDonald             | 208           | Marc Turnesa                                         |                                                                                |
| 2001 | Fairview                | George Zahringer          | 213           | Andrew Svoboda                                       |                                                                                |
| 2002 | Montclair               | Johnson Wagner            | 203           | Allan Small                                          |                                                                                |
| 2003 | Meadow Brook            | Brad Tilley               | 214           | Jerry Courville Jr                                   |                                                                                |
| 2004 | Quaker Ridge            | George Zahringer!         | 207!          | Andrew Svoboda                                       |                                                                                |
| 2005 | Plainfield              | Andrew Giuliani po        | 220           | Mike Stamberger                                      |                                                                                |
| 2006 | Fresh Meadow            | Roger Hoit                | 208           | Andrew Giuliani Joe Saladino                         |                                                                                |
| 2007 | Fenway                  | George Zahringer          | 219           | Andreas Huber                                        |                                                                                |
| 2008 | Mountain Ridge          | Kevin Foley               | 207           | Morgan Hoffmann                                      |                                                                                |
| 2009 | Nassau                  | Mike Ballo Jr             | 207           | Chris DeForest                                       |                                                                                |
| 2010 | Metropolis              | Mike Ballo Jr             | 208           | Brian Komline                                        |                                                                                |
| 2011 | Somerset Hills          | Tommy McDonagh po         | 211           | Joe Saladino                                         | 5 holes play-off                                                               |
| 2012 | Atlantic Golf Club      | Cameron Wilson            | 208           | Max Buckley Joe Saladino                             | , won met 9 slagen voorsprong (record)                                         |
| 2013 | Wykagyl Country Club    | Cameron Wilson            | 203           | Max Buckley                                          |                                                                                |
| 2014 | Montclair Golf Club     | 23-24 juni                |               |                                                      | MGA kalender 2014                                                              |

po = play-off.	  